# Ukhrul
Ukhrul är en ort i Indien.   Den ligger i distriktet Ukhrul och delstaten Manipur, i den östra delen av landet, 1 700 km öster om huvudstaden New Delhi. Ukhrul ligger 1 842 meter över havet och antalet invånare är 24 553.
Terrängen runt Ukhrul är huvudsakligen kuperad. Ukhrul ligger uppe på en höjd. Runt Ukhrul är det ganska tätbefolkat, med 72 invånare per kvadratkilometer. Det finns inga andra samhällen i närheten. I omgivningarna runt Ukhrul växer i huvudsak städsegrön lövskog.